# Герцог д’Эстре

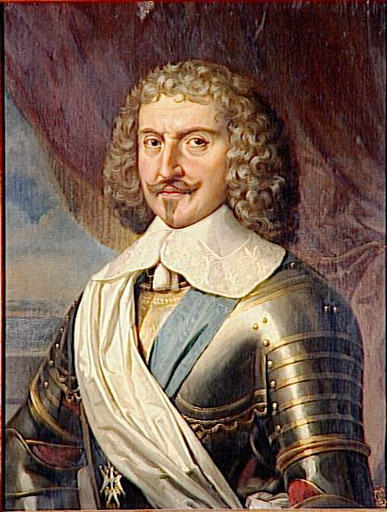
Франсуа-Аннибаль д’Эстре (1573—1670), 1-й герцог д’Эстре

Герб Франсуа-Аннибаль д’Эстре

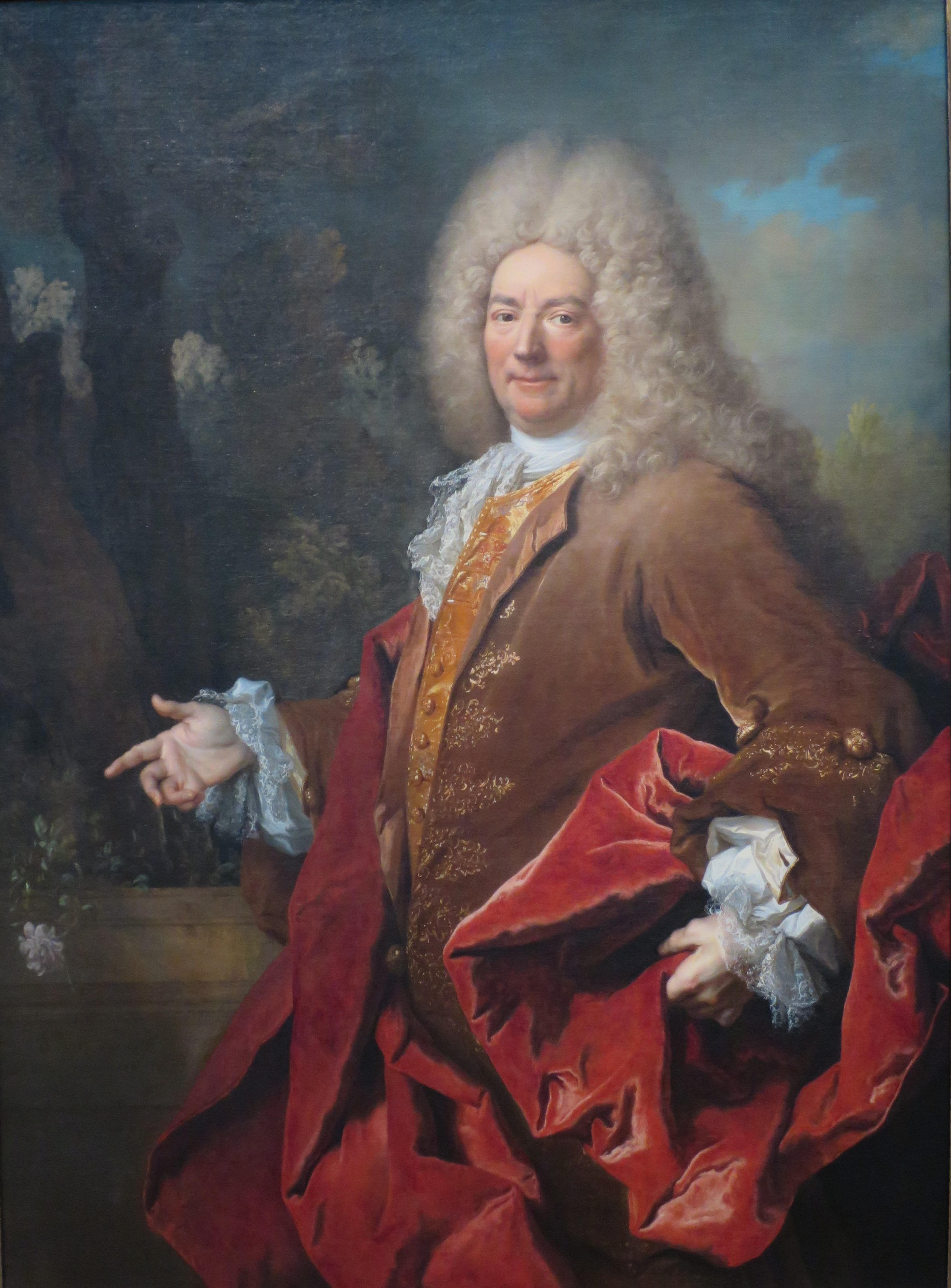
Виктор Мари д’Эстре (1660—1737)

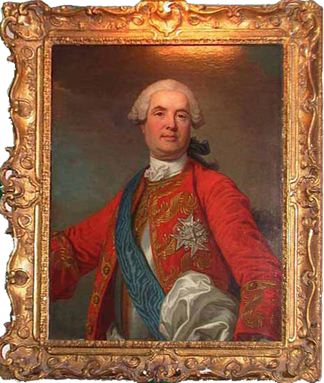
Луи-Шарль-Сезар Летелье (1695—1771)

Герцог д’Эстре — французский аристократический титул. Он был создан в 1663 году для маршала Франции Франсуа-Аннибаля д’Эстре (ок. 1573—1670).

## История
Французский военачальник и дипломат и Франсуа-Аннибаль д’Эстре был вторым сыном Антуана IV д’Эстре, виконта де Суассона (ок. 1529 — 1609), и братом Габриэли д’Эстре, фаворитки короля Франции Генриха IV Великого. В 1626 году ему было присвоено звание маршала Франции. Его потомки по мужской линии носили этот герцогский титул до 1737 года.
В 1763—1771 годах титул герцога д’Эстре носил Луи-Шарль-Сезар Летелье (1695—1771), маршал Франции. Его отцом был Франсуа-Мишель Летелье (1663—1721), маркиз де Куртанво, сын Франсуа-Мишеля, маркиза де Лувуа, военного министра при короле Людовике XIV. Его мать, Марии-Анн д’Эстре (1663—1741), дочь маршала Франции Жана д’Эстре, и младшая сестра маршала Франции Виктора Мари д’Эстре. В 1771 году после смерти бездетного Луи-Шарля-Сезара Летелье герцогский титул был упразднен.
В 1892 году король Испании Альфонсо XIII создал титул герцога д’Эстре для Шарля де Ларошфуко (1864—1907), старшего сына Состена де Ларошфуко, 4-го герцога де Дудовиля (1825—1908). Ему наследовал его младший брат, Арман Франсуа Жюль Мари де Ларошфуко (1870—1963), 5-й герцог де Дудовиль и 2-й герцог д’Эстре. Потомки последнего носят титулы герцога де Дудовиля и д’Эстре в настоящее время.

## Список герцогов д’Эстре

### Дом д’Эстре
- 1663—1670: Франсуа-Аннибаль д’Эстре (ок. 1573 — 5 мая 1670), маршал Франции, 1-й герцог д’Эстре, сын Антуана IV д’Эстре, виконта де Суассона (ок. 1529 — 1609), и брат Габриэли д’Эстре
- 1670—1687: Франсуа-Аннибаль II д’Эстре (ок. 1622 — 30 января 1687), 2-й герцог Эстре, старший сын предыдущего
- 1687—1698: Франсуа-Аннибаль III д’Эстре (1649 — 11 сентября 1698), 3-й герцог Эстре, старший сын предыдущего
- 1698—1723: Луи-Арман д’Эстре (3 сентября 1682 — 16 июля 1723), 4-й герцог Эстре, старший сын предыдущего
- 1723—1737: Виктор-Мари д’Эстре (30 ноября 1660 — 27 декабря 1737), маршал Франции, 5-й герцог д’Эстре, племянник предыдущего, старший сын адмирала Жана д’Эстре (1624—1707).

### Дом Летелье
- 1763—1771: Луи-Шарль-Сезар Летелье (2 июля 1695 — 2 января 1771), также шевалье де Лувуа, маркиз де Куртанво, сын Франсуа-Мишеля Летелье (1663—1721), маркиза де Куртанво, и внук Франсуа-Мишеля де Лувуа. Племянник 5-го герцога д’Эстре.

### Дом Ларошфуко
- 1892—1907: Шарль Мари де Ларошфуко (1863—1907), 1-й герцог д’Эстре, старший сын Состена II де Ларошфуко (1825—1908), 4-го герцога де Дудовиля
- 1907—1963: Арман Франсуа Жюль Мари де Ларошфуко (1870—1963), 5-й герцог де Дудовиль и 2-й герцог д’Эстре, младший брат предыдущего
- 1963—1970: Состен III де Ларошфуко (1897—1970), 6-й герцог де Дудовиль и 3-й герцог д’Эстре, старший сын предыдущего
- 1970—1995: Арман Шарль Франсуа Мари де Ларошфуко (1902—1995), 7-й герцог де Дудовиль и 4-й герцог д’Эстре, младший брат предыдущего
- 1995 — настоящее время: Арман Состен де Ларошфуко (род. 23 декабря 1944), 8-й герцог де Дудовиль и 5-й герцог д’Эстре, единственный сын предыдущего.